# Praktica IV

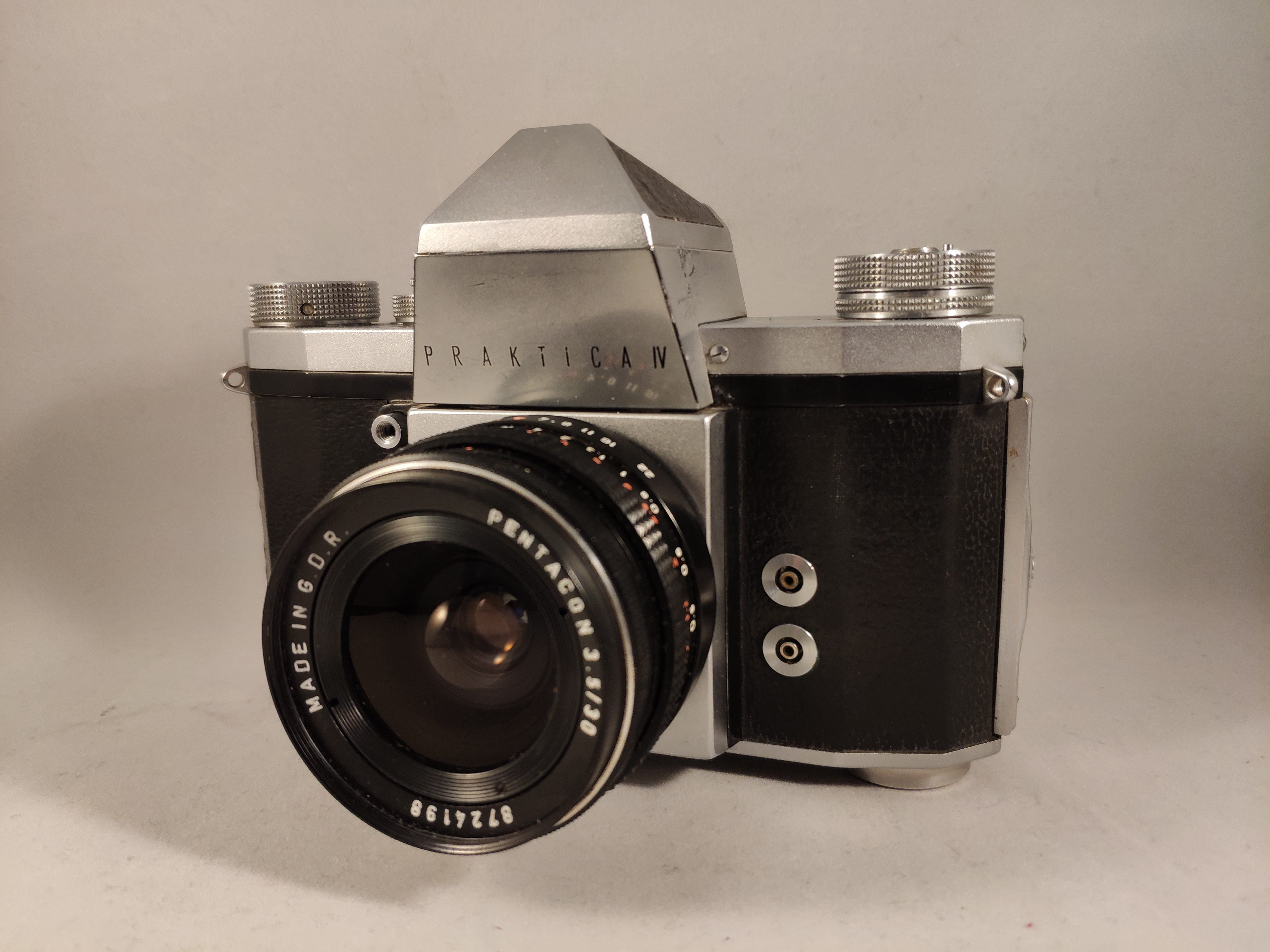
Praktica IV mit Pentacon-Objektiv

Die Praktica IV ist eine Spiegelreflexkamera des Herstellers VEB Kamera-Werke Niedersedlitz aus Dresden. Sie war die erste einer neuen Kamerageneration, welche mit einem fest eingebauten Pentaprismensucher ausgestattet wurde. Der Schnellschalthebel für den Filmtransport befindet sich am Kameraboden. Von Juni 1959 bis März 1960 wurden 15.585 Kameras dieses Typs gefertigt. Nachfolgemodell war die Praktica IV B.